# Mode nominal
 (novembre 2012).
Si vous disposez d'ouvrages ou d'articles de référence ou si vous connaissez des sites web de qualité traitant du thème abordé ici, merci de compléter l'article en donnant les références utiles à sa vérifiabilité et en les liant à la section « Notes et références ».

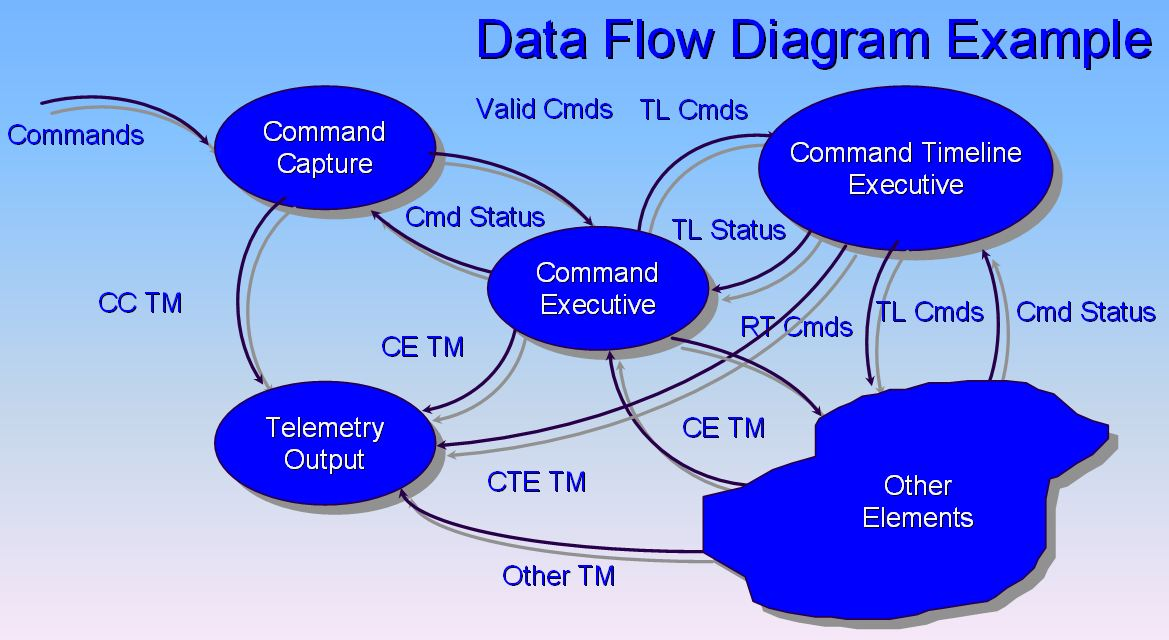
Diagramme de flux majeur (Data process)

Pour un système informatisé (automate), pour un système thermique (radiateur électrique) le fonctionnement en mode nominal est le contraire d'un fonctionnement en mode dégradé. 

Le système n'est pas en erreur (aucun capteur — c'est-à-dire une sonde physique — ou un appareil en panne, aucun imprévu de fonctionnement, aucun dysfonctionnement d'alimentation secteur). Aucun affichage de mise hors service. 
Le mode nominal peut à sa conception en système informatique comporter un algorithme d'apprentissage par l'automate (moteur d'inférence) pour augmenter son interconnexion en logique avec des objets qui sont reconnus .